# بانکو برادسکو

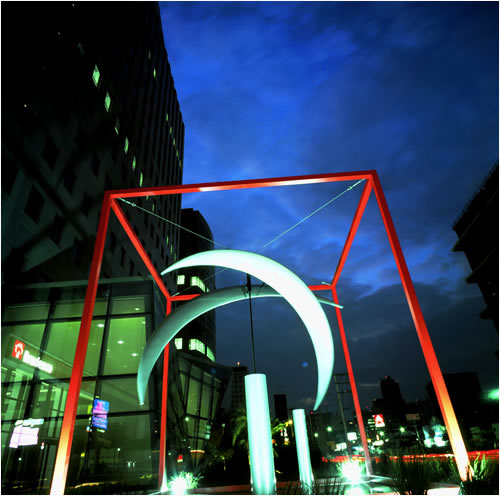
بنای یادبود بانکو برادسکو

بانکو برادسکو (به پرتغالی: Banco Bradesco) شرکت خدمات مالی و بانکداری برزیلی است، که پس از ایتاو یونی‌بانکو به‌عنوان دومین بانک بزرگ خصوصی در کشور برزیل محسوب می‌شود.
بانکو برادسکو در سال ۱۹۴۳ توسط آمادور آگوایر و در شهر ماریلیا، ایالت سائوپائولو تاسیس شد و امروزه علاوه بر ارائه خدمات بانکداری خرد، بانکداری اختصاصی و مدیریت سرمایه‌گذاری، به ارائه خدمات نوین بانکی، نظیر بانکداری الکترونیک، خدمات بیمه، مزایای بازنشستگی، عرضه وام و سرویس کارت‌های اعتباری نیز اشتغال دارد.
شعبه مرکزی این بانک در شهر اوزاسکو، برزیل قرار دارد و شعبه‌های بین‌المللی آن نیز در شهرهای لندن، لوکزامبورگ سیتی، هنگ کنگ، بوئنوس آیرس و توکیو مستقر می‌باشند. بخشی از سهام بانکو برادسکو در بازارهای بورس نیویورک، بورس مادرید و بورس سائوپائولو معامله می‌شود.